# Uerke
La Uerke est une rivière suisse, affluent de la Suhre, donc un sous-affluent du Aar.

## Géographie
Elle prend sa source dans le canton de Lucerne sur les monts entre les communes de Reiden et Winikon, près de Mosen (Lucerne).
La rivière coule dans la vallée du même nom, en allemand Uerktal, et se jette dans la Suhre près des communes de Unterentfelden et Oberentfelden dans le canton d'Argovie.

## Sources
- (de) Cet article est partiellement ou en totalité issu de l’article de Wikipédia en allemand intitulé « Uerke » (voir la liste des auteurs).